# 臺東市第一公有零售市場
22°45′13″N 121°08′58″E / 22.753502°N 121.149416°E
臺東市第一公有零售市場為坐落於臺灣臺東縣臺東市的傳統市場，又稱為中央市場，為臺東地區規模最大之傳統零售市場，由臺東市公所零售市場管理所負責管理營運。曾獲選《富比士》雜誌亞洲慈善英雄人物榜的愛心菜販陳樹菊就是在臺東中央市場擺攤賣菜。

## 沿革
中央市場於臺灣日治時期為專門提供日本學生就讀的臺東尋常高等小學校，成立於1909年。1945年第二次世界大戰結束，日本人撤離臺灣後該地由後來接收的國民政府移撥給中華民國憲兵使用。1963年中華民國憲兵遷離，該地改建為零售市場，設置249個攤位，並命名中央公有零售市場。
2018年4月，已啟用55年之久的中央市場建築主結構老化嚴重，早於2014年以及2015年間就曾發生過因建築結構老化，造成5起屋瓦掉落砸傷人的案件，因而遭法院裁定國賠新臺幣400多萬元。對此負責中央市場管理營運的臺東市公所於2016年進行中央市場建築修繕作業，於天花板架設防護網攔截掉落石塊，才不再發生屋瓦傷人事件。
然而中央市場既有結構是已使用50年以上的老舊建築，因此整體改善計畫仍勢在必行，臺東市公所即擬訂中央市場就地重建、市場遷建，或是既有建築耐震補強等多項方案，並於2017年中針對中央市場所有攤商發放調查問卷以匯集攤商意見做為中央市場未來計畫之參考。
其中第二案「市場遷建」為市公所最屬意之方案，但該案仍有幾項問題須解決，第一為中央市場拆遷重建預估工期至少需3年，此舉必須另覓臨時市場提供給攤販營業，將產生額外的5千萬元，礙於市公所財政將是一大難題。另一方面，中央市場249攤都集中於一樓營業，二樓則完全閒置狀態，受限於建蔽率與容積率，就地拆除改建時，有半數攤販必須臨時遷至閒置的二樓營業，此舉恐將產生攤販分配糾紛。後續經回收問卷表示多數攤商支持「微幅整修」之選項，而「維持現狀」則次之。因此臺東市公所順應民意，決定以建築耐震補強方案針對中央市場制定整修計畫。
中央市場耐震補強計畫透過行政院經濟部中部辦公室所推動之民國1999年12月之前所興建的傳統市場結構評估獲得資格，因此臺東市公所轉向經濟部中部辦公室申請中央市場補強計畫之補助經費新臺幣56萬元。
2018年7月，中央市場中山路側正對面之臺東縣政府公有土地經歷7次流標後由全聯實業股份公司得標，此消息一出引發對面的中央市場攤商一陣恐慌，認為傳統市場之生意將會大大受到影響，更認為將導致中央市場逐漸沒落。
2018年12月中央市場內共有六家販售豬肉之攤商，順應行政院農業委員會之「提高傳統市場生鮮食品新鮮度」之政策，向農委會順利申請新臺幣30萬元補助設置豬肉攤冷藏設備，藉此提高傳統市場豬肉販售之競爭力。

## 圖輯

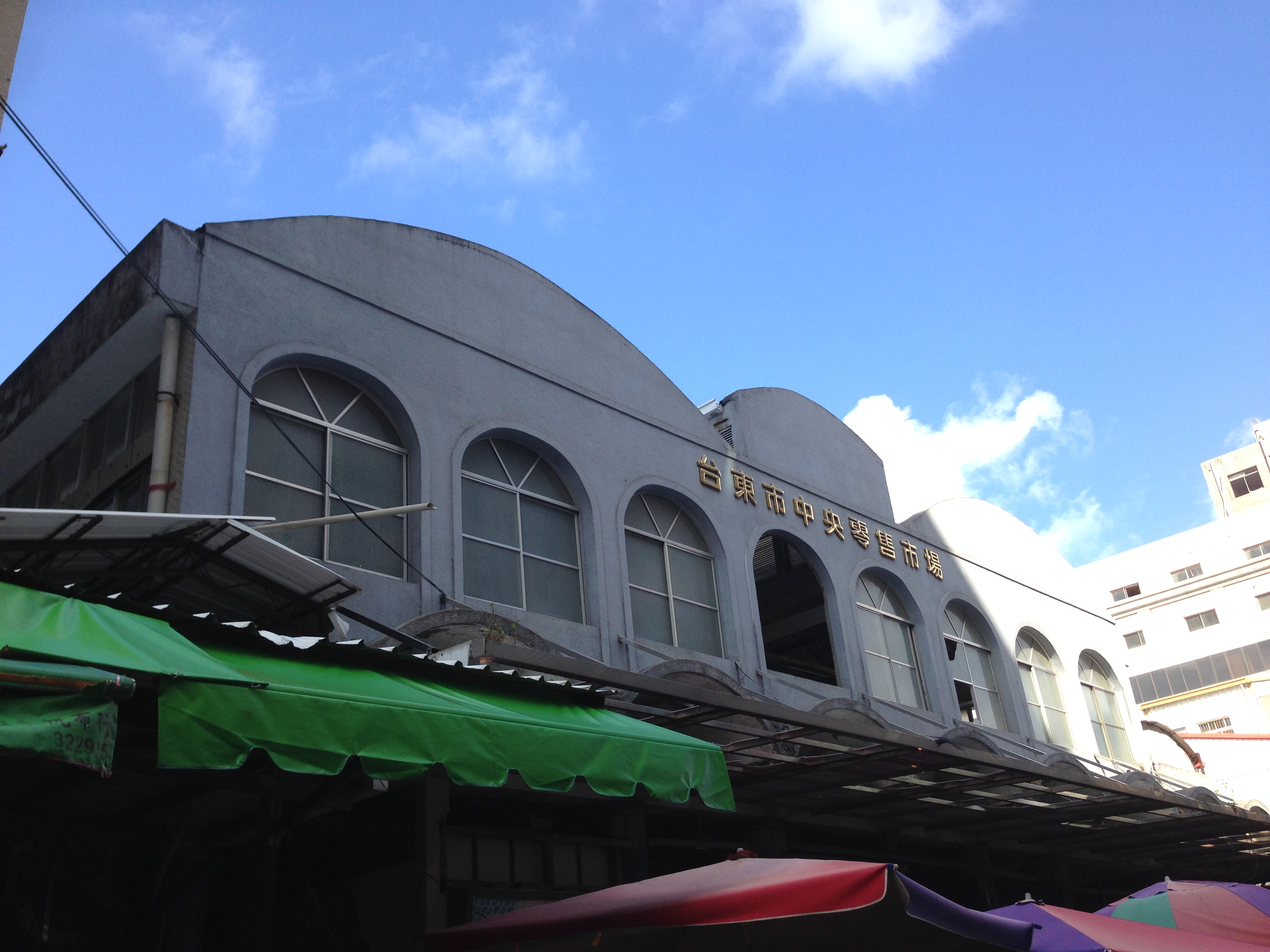
中央市場二樓
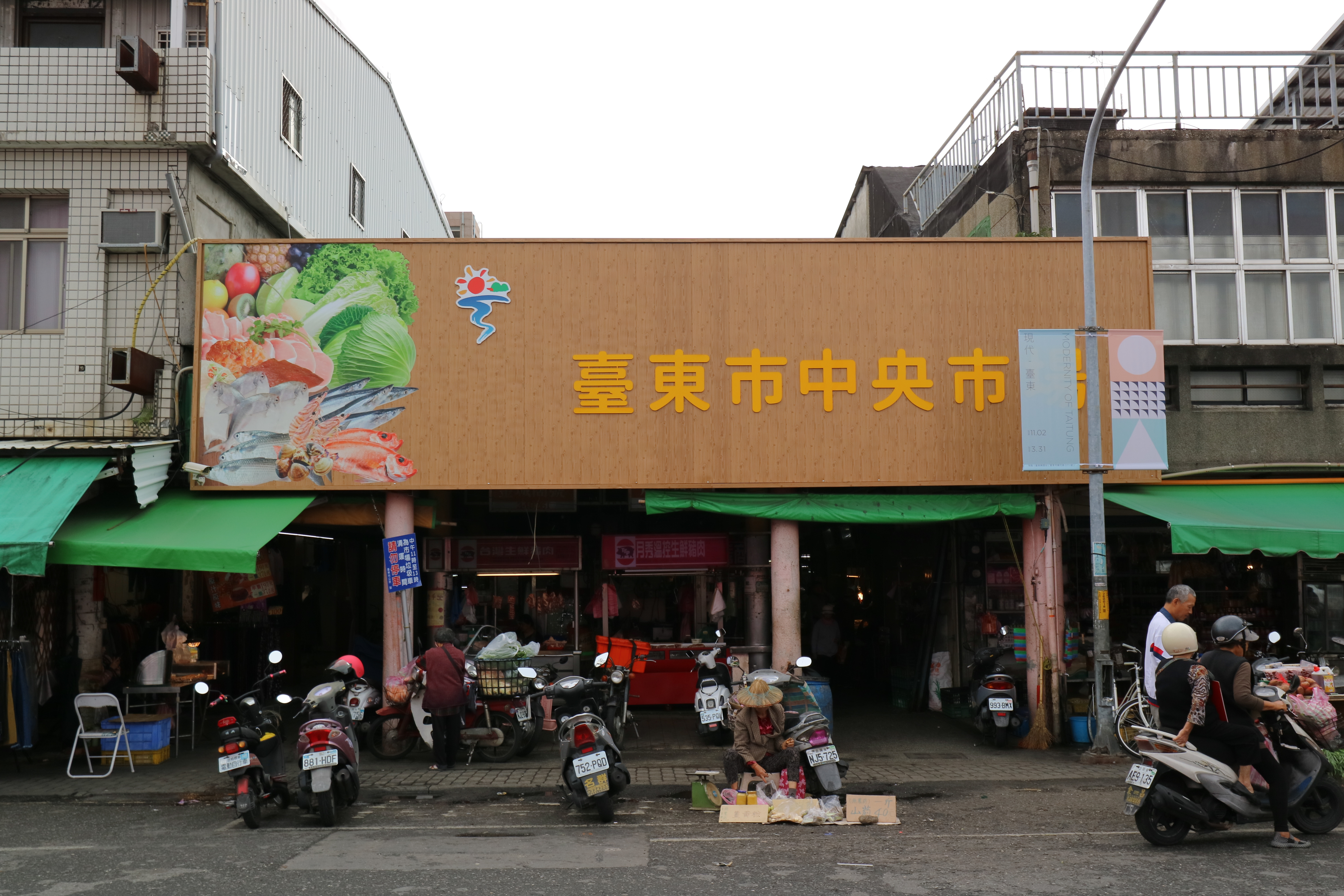
中央市場中山路側入口。
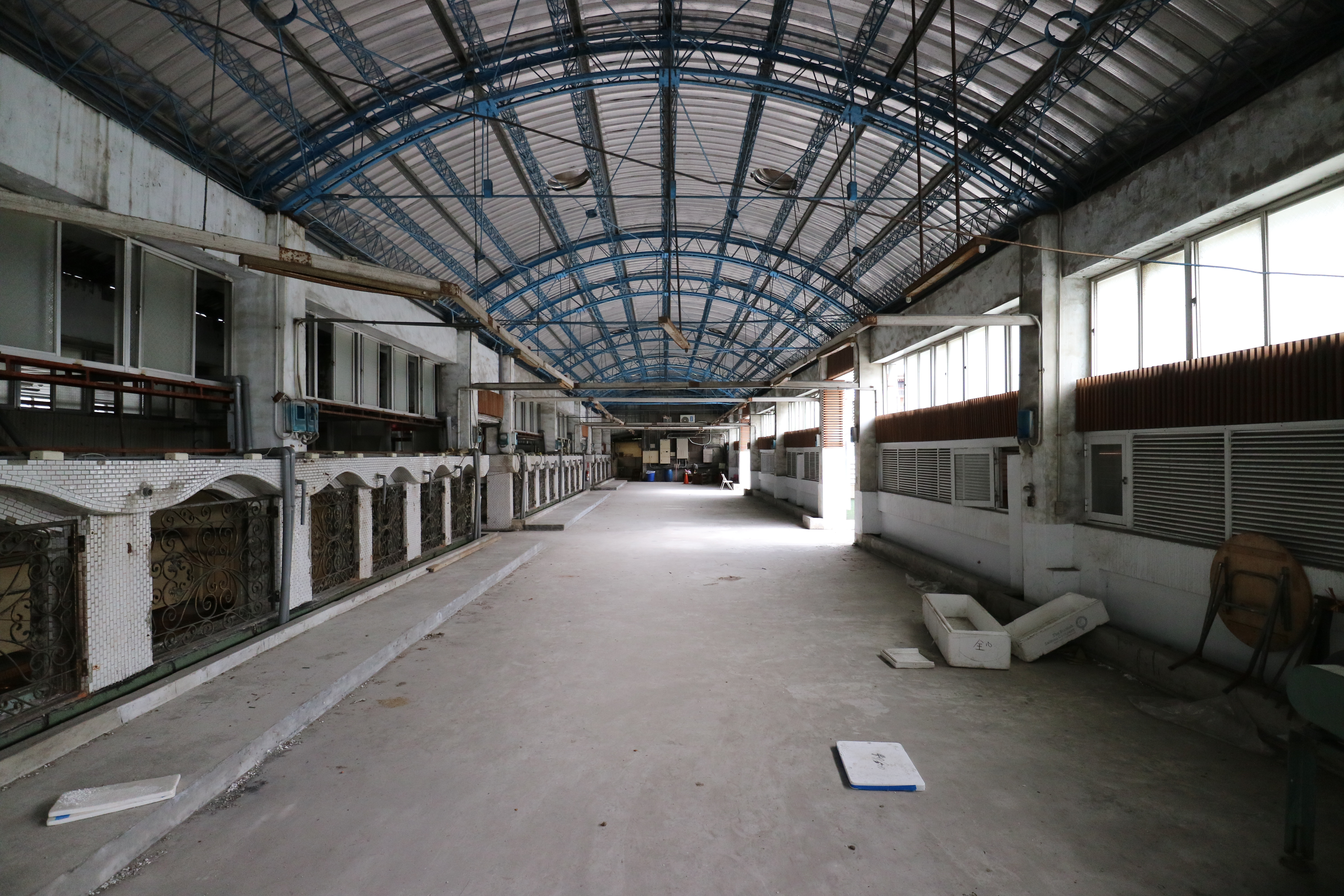
閒置狀態的二樓攤販區。
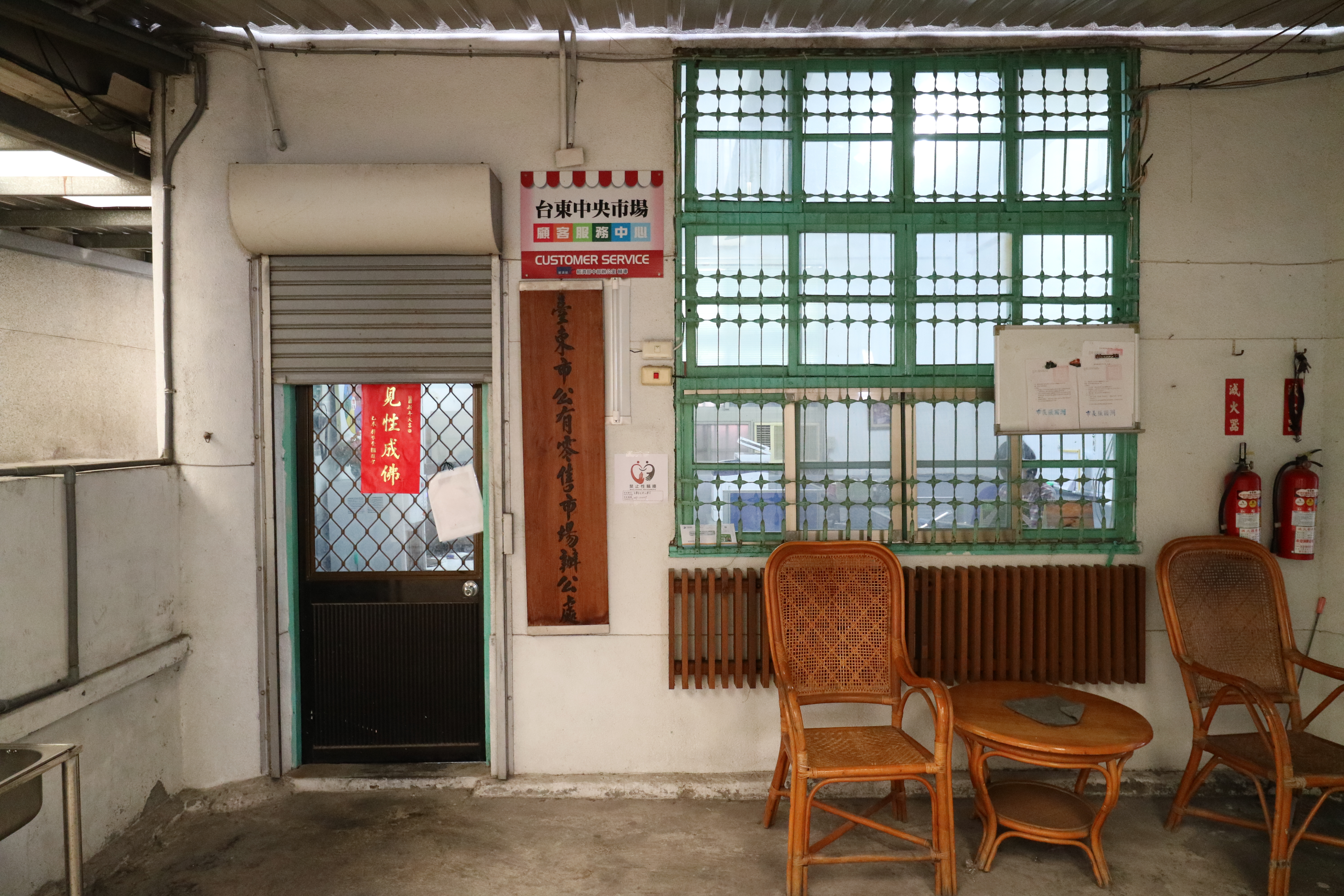
中央市場辦公處。
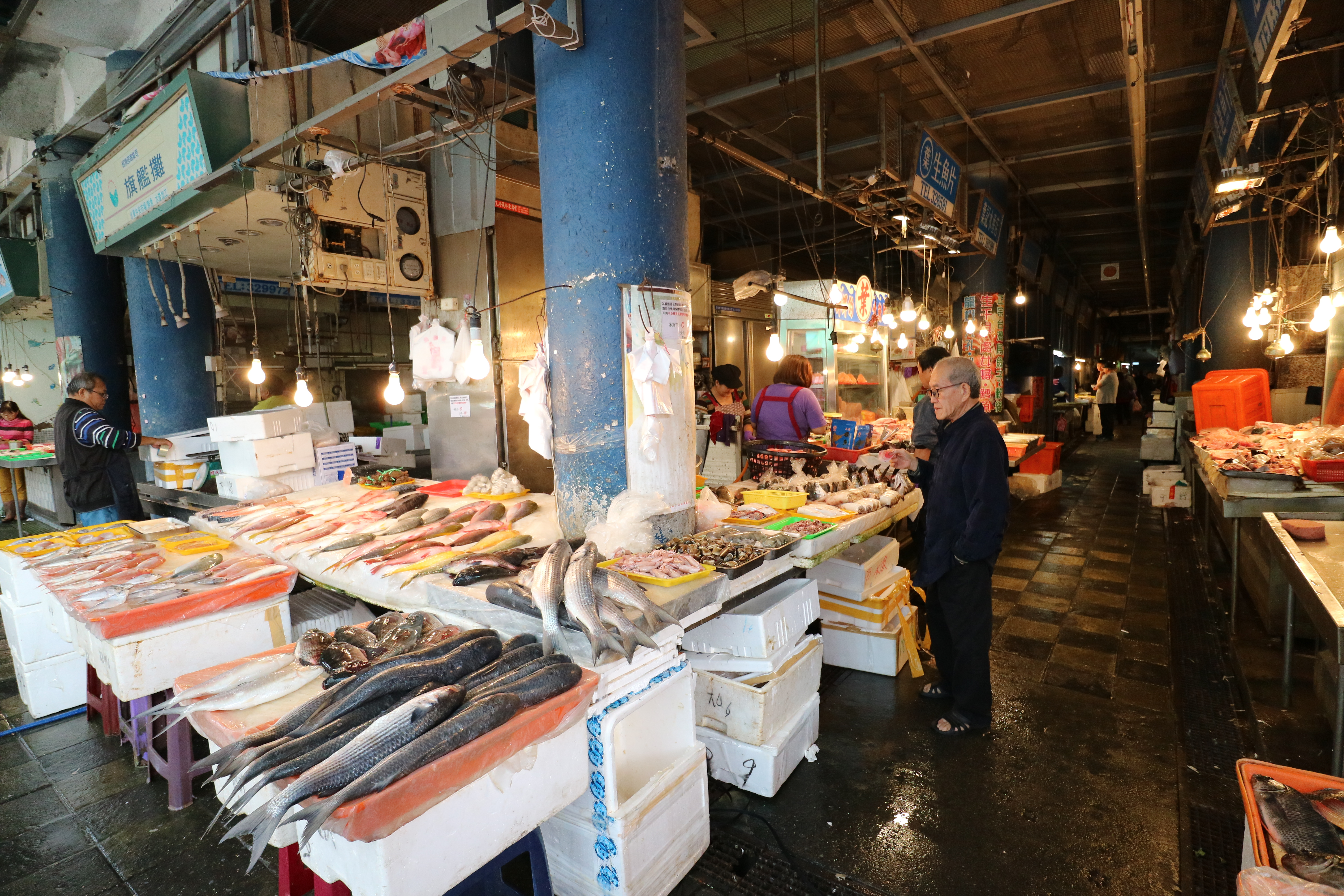
中央市場鮮魚水產販售區。
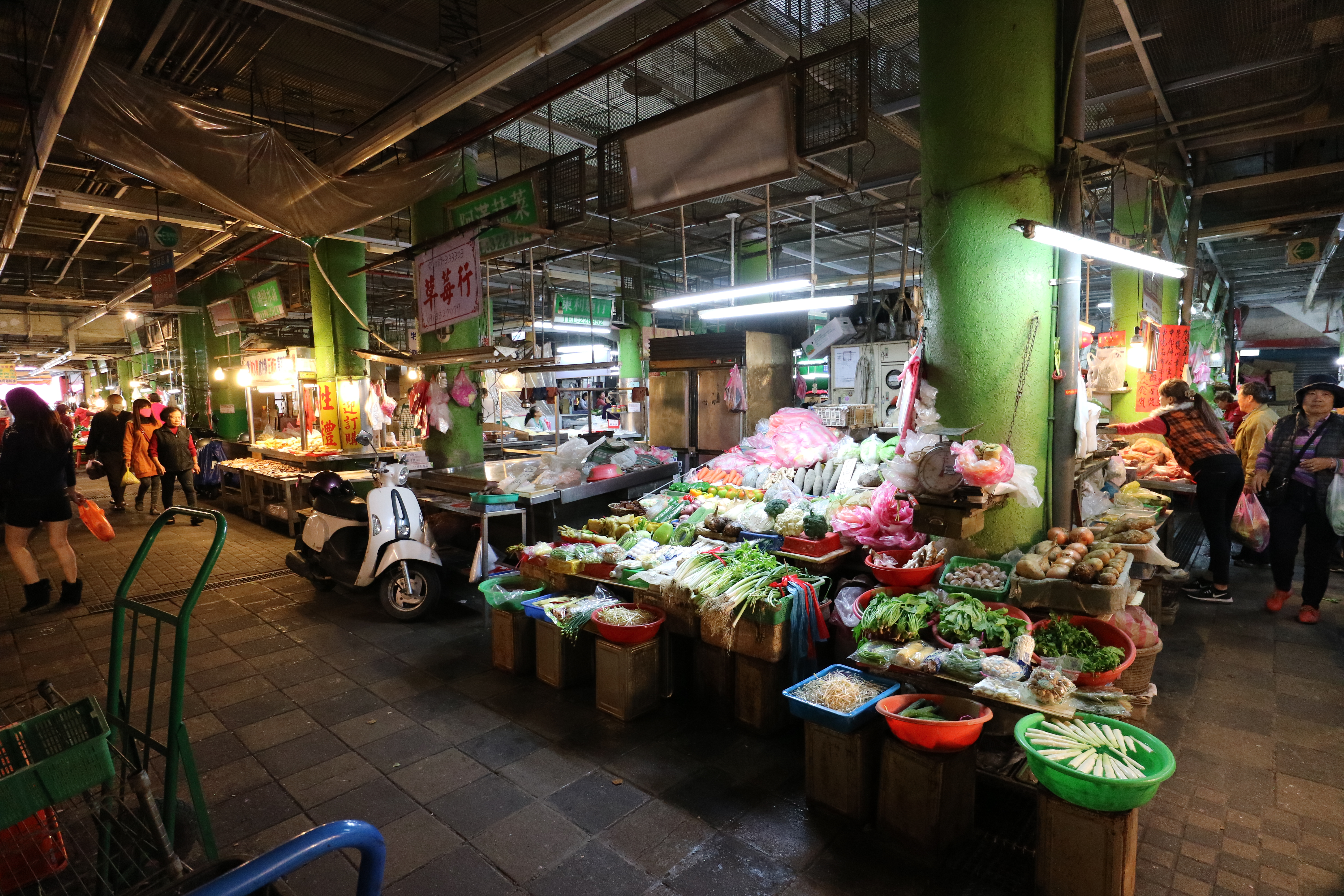
中央市場蔬果販售區。

## 交通
- 普悠瑪客運
  - 市區觀光巡迴線中央市場站[10]。

## 鄰近機關
- 臺東縣政府
- 臺東縣警察局
- 國立臺東生活美學館
- 臺東轉運站

## 資料來源
1. ↑  . 臺東市公所.   [2018-12-24]. （原始内容存档于2018-03-24） （中文（臺灣））.
2. ↑  . Forbes. 2010-03-09  [2010-04-30]. （原始内容存档于2019-12-11）.
3. ↑  . 台東製造. 2018-04-12  [2018-12-24]. （原始内容存档于2020-02-20） （中文（臺灣））.
4. 1 2 3  葉益青. . 臺北市: 遠足文化. 2004年: 頁192. ISBN 986763036X.
5. 1 2 3  張存薇. . 自由時報. 2018-04-08  [2018-12-24]. （原始内容存档于2018-04-11） （中文（臺灣））.
6. 1 2  ETtoday新聞雲. . 中央社. 2017-12-05  [2018-12-24]. （原始内容存档于2019-04-10） （中文（臺灣））.
7. 1 2  黃明堂. . 自由時報. 2017-06-08  [2018-12-24]. （原始内容存档于2018-04-11） （中文（臺灣））.
8. ↑  張存薇. . 中央社. 2018-07-20  [2018-12-24]. （原始内容存档于2019-04-10） （中文（臺灣））.
9. ↑  . 臺東市公所. 2018-12-20  [2018-12-24]. （原始内容存档于2018-12-26） （中文（臺灣））.
10. ↑  . 普悠瑪客運.   [2018-12-24]. （原始内容存档于2018-12-26） （中文（臺灣））.